# Trichogalumna chitralensis
Trichogalumna chitralensis är en kvalsterart som beskrevs av Hammer 1977. Trichogalumna chitralensis ingår i släktet Trichogalumna och familjen Galumnidae. Inga underarter finns listade i Catalogue of Life.